# Баронесса Штраль
Баронесса Штраль — один из ключевых персонажей драмы М. Ю. Лермонтова «Маскарад».

## Биография
Баронесса Штраль — вдова барона Штраля, красавица («женщина, которой свет //
дивится с завистью»), тайно любящая князя Звездича. Скрытая под маской, она признается в любви князю, а также оставляет ему на память браслет, потерянный ранее Ниной. Спасая свою честь, она распространяет слух об измене Нины через Шприха:

Мне будто слышится и смех толпы пустой,

И шепот злобных сожалений!

Нет, я себя спасу… хотя б на счет другой,

От этого стыда, — хотя б ценой мучений

Пришлося выкупить проступок новый мой!..
В речь Баронессы Штраль Лермонтов вкладывает обличительное описание своего века:

Ты! бесхарактерный, безнравственный, безбожный,

Самолюбивый, злой, но слабый человек;

В тебе одном весь отразился век,

Век нынешний, блестящий, но ничтожный.
Кроме этого, баронесса Штраль размышляет о низком положении женщины в обществе:

Что ныне женщина? создание без воли,

Игрушка для страстей иль прихотей других!
«Светская маска» в баронессе Штраль окончательно побеждает искренние порывы её души. На удивление бесчеловечно она плетет свою сплетню против Нины. Будучи виновницей происшествия с Ниной, она сама дает советы ей же оклеветанным людям:

Сказала бы ему, что женщины ценят

Настойчивость в мужчине,

Хотят, чтоб он сквозь тысячу преград

К своей стремился героине.

А ей бы пожелала я

Поменьше строгости и скромности поболе!..

## Имя
Имя баронессы Штраль, как и князя Звездича, «маскарадно». Надев на своих героев чужие имена (из повести А. А. Бестужева-Марлинского «Испытание» (графиня Звездич, ротмистр Штраль), Лермонтов специально перепутал их так, чтобы женское имя досталось мужчине, а мужское — женщине. Этим он подчеркнул ложь маскарада.

## Интересные факты
В драме «Арбенин» также упоминается фамилия Штраль, когда Арбенин обвиняет Казарина в убийстве итальянца Дольчини:

Дольчини, ты и Штраль, товарищ твой,

Играли вы до поздней ночи,

Я рано убрался домой,

Когда я уходил, во взорах итальянца

Блистала радость; на его щеках

Безжизненных играл огонь румянца…

Колода карт тряслась в его руках,

И золото пред ним катилось, — вы же оба

Казались тенями, восставшими из гроба.

Ты это помнишь ли?..
В незаконченом романе «Княгиня Лиговская» также есть баронесса Штраль.

## Исполнители роли баронессы Штраль
- Федорова 1-я — Александринский театр
- Васильева — Малый театр в Москве
- Магарилл, Софья Зиновьевна — фильм «Маскарад»